# Plantago cretica
Plantago cretica är en grobladsväxtart som beskrevs av Carl von Linné. Plantago cretica ingår i släktet kämpar, och familjen grobladsväxter. Inga underarter finns listade i Catalogue of Life.